# 2993 Wendy
2993 Wendy (1970 PA) là một tiểu hành tinh vành đai chính được phát hiện ngày 4 tháng 8 năm 1970 bởi Đài thiên văn Perth ở Perth, Western Australia.